# Lars Gullstedt
Göran Lars Gullstedt, född 15 juli 1935, i Yttermark i svenskspråkiga Österbotten i Finland, död 28 december 2015 i Florida, var en svensk finansman och miljardär. Han var även känd som fastighetskungen. Gullstedt, som kom från enkla förhållanden i ett bondehem, emigrerade till Sverige 1955. Han arbetade först som timmerman. Efter att ha utbildat sig vidare och arbetat vid andra branschföretag, startade han ett eget företag i byggbranschen. Under 1960-talet växte Gullstedts rörelse genom markköp, byggnation och fastighetsutveckling.
Gullstedt köpte mark i Upplands Väsby längs vägen mellan Stockholm och Arlanda. Där började han utbyggnaden av GLG-center (sedermera Infracity), en stadigt växande fastighetspark för företag. GLG-center förblev en stomme i rörelsen  och kronan på verket blev det 24 våningar höga hus med glasfasad som nu är Scandic Hotel. 1985 invigdes motorvägsanslutningen i Breddens industriområde i Upplands Väsby. Initiativtagare till detta var Lars Gullstedt, som gratis överlät all erforderlig mark till Vägverket. Finansieringen till anslutningen betalades till 90 procent av Lars Gullstedt. Denna motorvägsanslutning var den första som var privatfinansierad i Sverige.
Under sent 1980- och tidigt 1990-tal köpte Gullstedt också fastigheter och tomter i Atlanta i USA. Som mest ägde han omkring elva kvarter och byggde en skyskrapa, GLG Grand. 
Samtidigt drabbades världen av en fastighetskris, som kom att sprida sig också i övriga samhället. Flera länder, bland annat Sverige, drabbades av djup lågkonjunktur. Även bankerna drabbades och led av brist på kapital efter 1980-talets vilda utlåningsfest. I början av 1990-talet var Gullstedt en av de rikaste i Sverige med en förmögenhet på flera miljarder.